# 崇阳陵
34°45′02″N 112°44′12″E / 34.75056°N 112.73667°E
崇阳陵是中国三国时晋文帝司马昭的陵墓。
司马昭是曹魏权臣，官至大將軍領相國，進爵晉王，死后其子司马炎即位，建立西晋，尊司马昭为文帝。崇阳陵位于今河南省偃师市後北楼村北1.5公里的一座山丘的南坡上。被1982年的考古工作者探测发现断定。崇阳陵由墓道和墓室构成陵墓地宫。灵犀有四座陪葬墓。崇阳陵和陪葬墓都保存良好，尚未发掘。